# Loris, South Carolina
Loris är en stad (city) i Horry County i South Carolina. Vid 2010 års folkräkning hade Loris 2 396 invånare.